# Ray of Light (pjesma)
"Ray of Light" drugi je singl američke pjevačice Madonne s istoimenog albuma iz 1998. Izdana je 18. svibnja 1998. u Europi, i s više od mjesec dana zakašnjenja u Sjedinjenim Državama. Pjesmu su izvorno napisali Clive Maldoon i Dave Curtis po uzoru na pjesmu "Sepheryn" britanskog izvođača Curtiss Maldoon. Kako je pjesma došla u Madonnine ruke, ona ju je zajedno s William Orbitom izmijenila. Promijenila je dijelove teksta, uvela nove instrumente i izbacila neke stare. 
Pjesma je doživjela i kritički i komercijalni uspjeh. U SAD-u je bila još jedan Top 5 singl, dok je u UK dospjela na visoko 2. mjesto i zaradila srebrnu certifikaciju za prodanih 262.514 primjeraka singla. Pjesma je osvojila 2 Grammy nagrade, za "Najbolje dance izdanje" i "Najbolji video", a bila je nominirana i u kategoriji "Najbolja pjesma godine". Osvojila je i 5 MTV-jevih nagrada uključujući onu za "Video godine". Madonna je pjesmu često izvodila na svojim turnejama, dobrotvornim koncertima i gosotvanjima. Pjesma se kasnije našla na kompilacijama najvećih hitova GHV2 iz 2001. i Celebration iz 2009.

## O pjesmi
Pjesma se temelji na snimci "Sepheryn" britanskog izvođača Clive Maldoona, koji je napisao tu pjesmu zajedno s Dave Curtisom ali s dugačijim tekstom i instrumentima. Pjesma je došla u ruke William Orbita koji je zajedno s Madonnom promijenio tekst i izmijenio instrumente. Svih pet (Madonna, Orbit, Maldoon, Curtiss and Leach) su zaslužni za nastajanje pjesme. Pjesmu su kasnije obradili Victor Calderone, DJ Sasha i William Orbit.
Madonna je izvela "Ray of Light" na MTV-jevoj dodjeli nagrada 1998., i to zajedno s Lenny Kravitzom. Tamo je pjesma osvojila 5 nagrada, uključujući one za "Nabolji ženski video" i "Nabolji video godine". Zatim je pjesmu izvela u gostovanju kod Oprah Winfrey 1998., 2006. na 
Coachella Valley Music and Arts Festival u Kaliforniji. Od turneja ju je izvodila na Drowned World Tour 2001., Confessions Tour 2006. i na Sticky & Sweet Tour 2008. – 2009. Pjevala je pjesmu i na dobrotvornim priredbama Live 8 i Live Earth.
Pjesma je 2001. korištena u reklami za Microsoftov operativni sustav Windows XP, zajedno s najpoznatijom pozadinskom slikom Windowsa. 2008. je pjesma korištena u reklami za Sunsilk šampone. Reklama je premijeru doživjela na Super Bowl Sunday, a činile su je pjesme i slike Marilyn Monroe, Shakire te na kraju Madonne.
Na dodjeli nagrada Grammy 1999., pjesma je pobijedila u dvijema kategorijama: "Najbolje dance izdanje" i "Najbolji video godine". Uz to je bila nominirana u kategoriji "Najbolja pjesma godine" ali je izgubila od pjesme "My Heart Will Go On" kanadske pjevačice Celine Dion. Pjesma je završila je na 100. poziciji VH1-ovog izbora 100 najboljih pjesama prošlih 25 godina. Godine 2005. Blender Magazine smjestio je pjesmu na 401. poziciju popisa 500 najboljih pjesama od vašeg rođenja.

## Na ljestvicama
"Ray of Light" debitirao je na 2. poziciji u Ujedinjenom Kraljevstvu i dobio srebrnu certifikaciju s prodanih 262.515 primjeraka. Postigao je veliki uspjeh i u Sjedinjenim Državama dospjevši na 5. poziciju. Singl je mogao dospjeti na još bolju poziciju da CD singlovi nisu pušteni u prodaju s mjesec dana odgode. U SAD-u je singl dobio zlatnu certifikaciju.
U SAD-u je singl postavio 2 nova Madonnina rekorda s prodanih 73.000 singlova u prvom tjednu i ulaskom na Hot 100 i Hot 100 Singles Sales ljestvice na 5. mjesto. Ovo je bio još jedna broj 1 na Hot Dance Club Play ljestvici, te je bio najbolji dance singl 1998. godine u SAD-u. 
Prema časopisu Q, Madonnini fanovi su birali 20 najboljih Madonnih pjesama i ovu su smjestili na 4. mjesto.

## Glazbeni video
Ray Of Light kao video singl je limtirano video izdanje glazbenog videa. Izdan je pod Warner Music Vision 23. lipnja 1998. Limitirano je na 40.000 kopija.
"Ray of Light" je video koji je sadržavao snimke svakodnevnog života običnih ljudi. Tako prikazuje ljude u podzemnoj željeznici, u restoranima, na kuglanju i ostalim sportskim aktivnostima, djecu u školi... Zanimljivo je da uvijek jedna osoba u svakoj sceni gleda u kameru, dok ostale osobe izvršavaju svoje dnevne zadatke ovisno o sceni. Video je režisirao Jonas Åkerlund. Madonnine scene su snimljene 25. i 26. ožujka 1998. u jednom noćnom klubu u Los Angelesu. Kroz video se protežu slike različitih gradove kao Los Angelesa, New Yorka, Londona, Las Vegasa i Stockholma. Sadrži i nekoliko klipova sa švedske televizijske igre Bingolotto. Druge verzije, poput one DJ Sashe, Ultraviolet Mix i Victor Calderone's Club Mix sadrže dodatne snimke Madonna i okoline. Snimke sa snimanja videa su korištene na ekranu na Music Promo Tour za vrijeme pjesme "Runaway Lover".
U lipnju 1998. talijanski redatelj Stefano Salvati je optužio Madonnu i njezinu producentsku kuću Maverick Records za plagijat videa pjesme "Non e Mai Stato Subito" Biagio Antonaccia iz 1994. Rekao je da je on prvi Mavericku predao svoj video, i to prije nego što se Madonnin počeo snimati, te je zatražio povlačenje Madonninog videa.
Video je proglašen 40. najboljim videom prema VH1 televiziji, 1. najboljim videom 1998. prema Back In, 7. najboljim ikada prema MuchMoreMusic i 26. prema MuchMusic. Proglašen je i četvrtim najboljim videom "koji je prekršio pravila" prema MTV-u na 25. godišnjicu televizije u kolovozu 2006.
Video je bio nominiran u osam kategorija na dodjeli MTV-jevih nagrada, te je postao Madonnin drugi video s najviše nominacija poslije "Vogue" 1990. Osvojio je 5 nagrada: "Video godine", "Najbolji ženski video", "Najbolja režija", "Najbolja montaža " i "Najbolja koreografija".

### Live verzija
Live izvedba pjesme "Ray of Light" je izdana kao promotivni video u svrhu promocije albuma The Confessions Tour. To je bilo snimljeno 16. kolovoza 2006. u Wembley Areni, London za vrijeme Confessions Tour. Video se mogao skinuti s iTunesa (UK), Spike TV (SAD), MuchMusic i MusiMax (Kanada), te je bio prikazivan na mnogim glazbenim kanalima.

## Live izvedbe
1. Oprah Winfrey Show;
2. MTV Video Music Awards;
3. Drowned World Tour (2001);
4. Hung Up Promo Tour (2005);
5. Confessions Tour (2006);
6. Live 8 (2005);
7. Live Earth (2007);
8. Sticky & Sweet Tour (2008–2009);

## Popis pjesama
| Američki 12-inčni singl - A - "Ray of Light" (remiks Sasha's Stripa) — 5:00 - B - "Ray of Light" (remiks Orbit's Ultra) — 6:59 Američki 2 x 12-inčni singl - A1 "Ray of Light" (Sasha's Ultraviolet Mix) — 10:43 < - A2 "Ray of Light" (Sasha's Strip Down Mix) — 5:00 - B1 "Ray of Light" (Victor Calderone Club Mix) — 9:29 - B2 "Ray of Light" (William Orbit Liquid Mix) — 8:06 - C1 "Ray of Light" (Sasha Twilo Mix) — 10:58 - C2 "Ray of Light" (Victor Calderone Drum Mix) — 5:26 - D1 "Ray of Light" (Orbit's Ultra Violet Mix) — 6:59 - D2 "Ray of Light" (albumska verzija) — 5:19 Europski 12-inčni singl - A1 "Ray of Light" (Sasha's Ultraviolet Mix) — 10:43 < - A2 "Ray of Light" (William Orbit Liquid Mix) — 8:06 - B1 "Ray of Light" (Victor Calderone Club Mix) — 9:29 - B2 "Ray of Light" (albumska verzija) — 5:19 Europski CD singl - "Ray of Light" (albumska verzija) — 5:19 - "Has To Be" — 5:15 - "Ray of Light" (Sasha's Ultraviolet Mix) — 10:43 Američki CD singl - "Ray of Light" (radijska verzija)) — 4:35 - "Ray of Light" (albumska verzija) — 5:19 | Američki promotivni CD singl - "Ray of Light" (Sasha Ultra Violet Mix Radio Edit) — 5:07 - "Ray of Light" (William Orbit Liquid Mix Radio Edit) — 5:11 - "Ray of Light" (Victor Calderone Club Mix Radio Edit) — 4:56 Američki 7-inčni singl Američki CD singl Australski CD singl Japanski CD singl Britansko izdanje na kazeti - "Ray of Light" (albumska verzija) — 5:19 - "Has To Be" — 5:15 Američki maksi CD singl Australski maksi CD singl Europski maksi CD singl Japanski maksi CD singl Britanski CD singl (1) - "Ray of Light" (albumska verzija) — 5:19 - "Ray of Light" (Sasha's Ultraviolet Mix) — 10:43 - "Ray of Light" (William Orbit Liquid Mix) — 8:06 - "Ray of Light" (Victor Calderone Club Mix) — 9:29 Britanski CD singl (2) - "Ray of Light" (Sasha Twilo Mix) — 10:58 - "Ray of Light" (Sasha's Strip Down Mix) — 5:00 - "Ray of Light" (Victor Calderone Drum Mix) — 5:26 - "Ray of Light" (Orbit's Ultra Violet Mix) — 6:59 |

## Službene verzije
- Albumska verzija — 5:19
- Radijska verzija — 4:34 (promotivni singl za GHV2)
- William Orbit Liquid Mix — 8:08
- Radijska verzija mixa Williama Orbita Liquida — 5:13 (samo na promotivnom izdanju)
- William Orbit Ultra Violet Mix — 7:00
- Victor Calderone Club Mix — 9:29
- Radijska verzija klupskog mixa Victora Calderonea — 4:55 (samo na promotivnom izdanju)
- Victor Calderone Drum Mix — 5:29
- Sasha's Ultra Violet Mix — 10:48
- Radijska verzija mixa Sasha's Ultra Violet — 5:10 (samo na promotivnom izdanju)
- Sasha's Stripped Down Mix — 5:04
- Sasha's Twilo Mix — 10:59

## Ljestvice
| Ljestvice (1998.)                  | Pozicija |
| ---------------------------------- | -------- |
| Australija                         | 6        |
| Austrija                           | 31       |
| Belgija (Flandrija)                | 25       |
| Belgija (Valonija)                 | 33       |
| Europa                             | 9        |
| Finska                             | 2        |
| Francuska                          | 18       |
| Irska                              | 16       |
| Italija                            | 2        |
| Japan                              | 5        |
| Kanada                             | 7        |
| Nizozemska                         | 22       |
| Novi Zeland                        | 9        |
| Njemačka                           | 28       |
| Švedska                            | 14       |
| Švicarska                          | 32       |
| Ujedinjeno Kraljevstvo             | 2        |
| U.S. Billboard Hot 100             | 5        |
| U.S. Billboard Hot 100 Airplay     | 26       |
| U.S. Billboard Hot Singles Sales   | 5        |
| U.S. Billboard Hot Dance Club Play | 1        |

| Država                 | Certifikacija | Prodano  |
| ---------------------- | ------------- | -------- |
| Australija             | Zlatna        | 35.000+  |
| Ujedinjeno Kraljevstvo | Srebrna       | 200.000+ |
| SAD                    | Zlatna        | 500.000+ |